# Wasiewce
Wasiewce (biał. Васеўцы; ros. Васевцы) − wieś na Białorusi, w obwodzie grodzieńskim, w rejonie oszmiańskim, w sielsowiecie Murowana Oszmianka.

## Historia
W czasach zaborów wieś i folwark w okręgu wiejskim Murowana Oszmianka, w gminie Polany, w powiecie oszmiańskim, w guberni wileńskiej Imperium Rosyjskiego. W 1866 roku wieś liczyła 66 mieszkańców w 8 domach, folwark liczył 17 mieszkańców w 1 domu. Należała do dóbr Murowana Oszmianka, własność Korejwów. 
W 1905 roku wieś liczyła 88 mieszkańców, 133 dziesięciny. Wymieniono cztery folwarki – folwark Polańskiego liczył 7 mieszkańców, 15 dziesięcin; folwark Markowskiego liczył 7 mieszkańców, 15 dziesięcin; folwark Ościka liczył 5 mieszkańców, 15 dziesięcin; folwark Jaszewskiego liczył 3 mieszkańców, 15 dziesięcin.
W latach 1921–1945 wieś leżała w Polsce, w województwie wileńskim, w powiecie oszmiańskim, w gminie Polany.
W 1931 wieś w 32 domach zamieszkiwało 170 osób.
Wierni należeli do parafii rzymskokatolickiej w Murowanej Oszmiance. Miejscowość podlegała pod Sąd Grodzki w Oszmianie i Okręgowy w Wilnie; właściwy urząd pocztowy mieścił się w Murowanej Oszmiance.
Po II wojnie światowej w granicach Związku Sowieckiego. Od 1991 w niepodległej Białorusi.